# Entomocorus benjamini
Entomocorus benjamini är en fiskart som beskrevs av Eigenmann, 1917. Entomocorus benjamini ingår i släktet Entomocorus och familjen Auchenipteridae. Inga underarter finns listade i Catalogue of Life.